# Bundeszentralkommission
In der Bundeszentralkommission (auch: Bundeskommission, Bundes-Centralkommission) arbeiteten 1849–1851 Österreich und Preußen zusammen. Sie übte die Befugnisse der Provisorischen Zentralgewalt des Deutschen Reichs von 1848/1849 aus. In dieser Zeit des Interims sollten die Verhältnisse in Deutschland neu geordnet werden. Die Kommission stellte schließlich den Übergang bis zur Wiederherstellung des Deutschen Bundes im Sommer 1851 sicher.

## Vorgeschichte

Reichsverweser Johann von Österreich, 1849

Die Frankfurter Nationalversammlung verschwand im Mai/Juni 1849 im Zuge der Niederschlagung der damaligen Revolution. Die von ihr eingesetzte Zentralgewalt bestand jedoch weiterhin. Reichsverweser Erzherzog Johann von Österreich hatte Österreich und Preußen vorgeschlagen, gemeinsam in einer Bundeskommission in Frankfurt seine Befugnisse zu übernehmen. Entwickelt hatte den Plan Ludwig von Biegeleben von der Zentralgewalt.
Preußen verlangte wegen seiner Unionspolitik von Österreich, dass es das Recht der Einzelstaaten anerkenne, einen engeren Bundesstaat zu gründen. Österreich wiederum bestand darauf, dass Preußen zunächst die Reichsverweserschaft anerkenne, solange man noch kein neues Zentralorgan habe. So schlossen ein österreichischer und ein preußischer Vertreter am 30. September 1849 in Wien den Vertrag über die interimistische Wahrnehmung der Befugnisse des Reichsverwesers. Sie übertrugen die Befugnisse auf eine Bundeszentralkommission, der zwei Österreicher und zwei Preußen angehörten. Als Ziel war „die Erhaltung des deutschen Bundes“ genannt worden. Preußen hoffte, einen Bundesstaat ohne Österreich errichten zu können, der dann einen Bund mit Österreich eingehe. In der Zeit des Übergangs, des Interims, sollten laut Vertrag die Einzelstaaten frei eine deutsche Verfassung vereinbaren dürfen. Der Vertrag gab der Kommission Zeit bis zum 1. Mai 1850.
Für Österreich war das Abkommen ein bedeutender Sieg und ein Schritt zur Wiederherstellung des Deutschen Bundes, der mit der Kommission wieder ein Organ erhielt. Für den preußischen Politiker Joseph von Radowitz kam der Vertrag jedoch ungelegen. Unter seiner Beratung verfolgte der preußische König damals das Projekt einer Erfurter Union, als kleindeutscher Bundesstaat ohne Österreich. Lieber wäre es ihm gewesen, wenn Preußen sich mit der ursprünglichen Absicht durchgesetzt hätte, dass der Reichsverweser einfach zurücktrat. Die Existenz der Kommission entwertete auch den Verwaltungsrat der Erfurter Union.
Erzherzog Johann erklärte am 6. Oktober, dass er sich dem Vertrag anschloss. Er wolle die Reichsverweserschaft ablegen und seine Rechte Österreich und Preußen überlassen. Am 20. Dezember entließ er das Reichsministerium und übergab seine Befugnisse der Kommission.

## Mitglieder und Mitarbeiter
Der Kommission gehörten an:

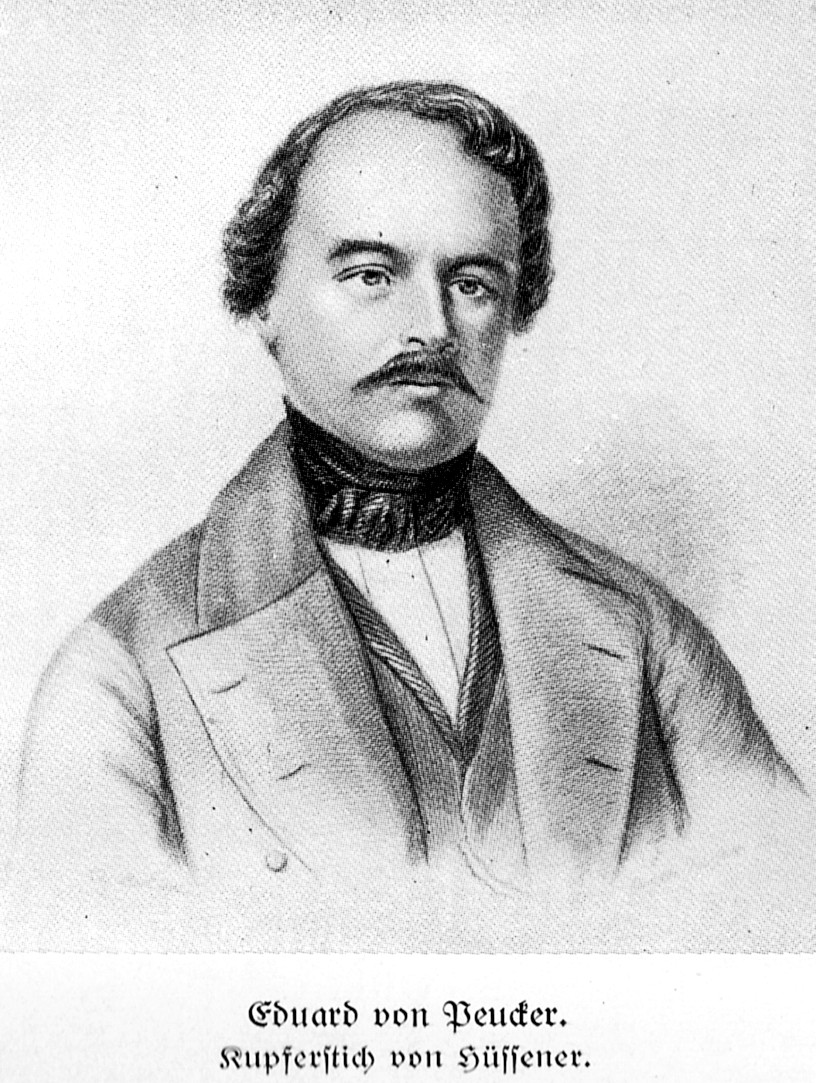
General Eduard von Peucker war von Juli 1848 bis Mai 1849 Reichskriegsminister in der Zentralgewalt. Später gehörte er der Bundeszentralkommission an.

- für Österreich Karl von Kübeck (Präsident) und Karl Schönhals
- für Preußen Carl von Boetticher und Joseph von Radowitz, später für letzteren: Eduard von Peucker

Von den Ministerialbeamten der Reichsministerien entließ die Bundeszentralkommission Johann Gottfried Radermacher und Ernst Johann Hermann von Rauschenplat zum 30. Januar 1850 und Gustav Moritz Getz zum 1. Februar 1850. Johann Daniel Leutheußer arbeitete bis zum 5. Juni 1851 für die Registratur des Zentralbüros der Bundeszentralkommission und später in Einrichtungen des Bundes, dasselbe gilt für Joseph Rausek, den Expeditsdirektor. Philipp Adolph Leutheußer war noch bei der Bundeszentralkommission und ab dem 19. Dezember 1850 bei der Bundeskanzleidirektion beschäftigt.

## Ende
Schon im August 1849, nach der Niederschlagung des ungarischen Aufstandes, hatte Österreich den Standpunkt eingenommen, der Deutsche Bund bestehe noch. Die süddeutschen Königreiche ihrerseits erklärten im Frühjahr 1850, dass sie eine preußisch-österreichische Zentralbehörde nicht länger anerkennen wollten. Daher lud Österreich am 26. August die deutschen Regierungen ein, auf einem Kongress die alte Bundesversammlung wiederherzustellen.
Obwohl der Auftrag der Kommission am 1. Mai 1850 offiziell geendet hatte, führte sie ihre Tätigkeit bis 1851 weiter aus, als der Deutsche Bund reaktiviert wurde.

## Belege
1. ↑  Ernst Rudolf Huber: Deutsche Verfassungsgeschichte seit 1789. Band II: Der Kampf um Einheit und Freiheit 1830 bis 1850. 3. Auflage, Verlag W. Kohlhammer, Stuttgart [u. a.] 1988, S. 883/884.
2. ↑  Ernst Rudolf Huber: Deutsche Verfassungsgeschichte seit 1789. Band II: Der Kampf um Einheit und Freiheit 1830 bis 1850. 3. Auflage, Verlag W. Kohlhammer, Stuttgart [u. a.] 1988, S. 883/884.
3. ↑  Helmut Jacobi: Die letzten Monate der provisorischen Zentralgewalt für Deutschland (März-Dezember 1849). Diss. Frankfurt am Main, o. O. 1956, S. 173/174.
4. ↑  Ernst Rudolf Huber: Deutsche Verfassungsgeschichte seit 1789. Band II: Der Kampf um Einheit und Freiheit 1830 bis 1850. 3. Auflage, Verlag W. Kohlhammer, Stuttgart [u. a.] 1988, S. 884.
5. ↑  Ernst Rudolf Huber: Deutsche Verfassungsgeschichte seit 1789. Band II: Der Kampf um Einheit und Freiheit 1830 bis 1850. 3. Auflage, Verlag W. Kohlhammer, Stuttgart [u. a.] 1988, S. 884.
6. ↑  Ministerialbeamte (Memento vom 4. März 2016 im Internet Archive), Bundesarchiv, Abruf am 15. Juni 2014.
7. ↑  Ernst Rudolf Huber: Deutsche Verfassungsgeschichte seit 1789. Band II: Der Kampf um Einheit und Freiheit 1830 bis 1850. 3. Auflage, Verlag W. Kohlhammer, Stuttgart [u. a.] 1988, S. 899.
8. ↑  Hans J. Schenk: Ansätze zu einer Verwaltung des Deutschen Bundes. In: Kurt G. A. Jeserich (Hrsg.): Deutsche Verwaltungsgeschichte. Band 2: Vom Reichsdeputationshauptschluß bis zur Auflösung des Deutschen Bundes. Deutsche Verlags-Anstalt, Stuttgart 1983, S. 155–165, hier S. 165.